# Сараевский институт востоковедения
Сараевский институт востоковедения (босн. Orijentalni institut u Sarajevu) — научно-исследовательский институт в Сараево, образованный 15 мая 1950 года. В 1992 году понёс серьёзный ущерб во время осады Сараево.

## Задачи
Основные задачи института востоковедения:
- собирать, обрабатывать и публиковать рукописные и архивные материалы, на арабском, турецком и персидском языках
- изучать восточные языки и литературу, особенно литературу боснийцев на восточных языках
- исследовать историю, культуру и восточное искусство Боснии и Герцеговины
- заниматься совершенствованием научных и профессиональных кадров в области востоковедения
- сотрудничать с аналогичными учреждениями за рубежом
- публиковать результаты своих исследовательских работ

## Обстрел 1992 года
18 мая 1992 года в результате обстрела Сараево более 2 тысяч рукописей и 15 тысяч архивных материалов были уничтожены безвозвратно. Согласно свидетелям, в здание попали зажигательные снаряды, выпущенные из артиллерии с холмов, при этом ни одно из других зданий, находившихся рядом, не было повреждено. Институт, располагавшийся на верхних этажах четырёхэтажного здания на перекрёстке улицы Велько Чубриловича и бульвара Маршала Тито (Сараево-Центр), сгорел дотла.
Утраченная коллекция была одной из самых богатых коллекций восточных манускриптов во всём мире. В числе сгоревших манускриптов были 5263 рукописи на арабском, персидском, турецком, иврите и аребике (боснийском арабском алфавите), как и десятки тысяч документов эпохи Османской империи.